# 埃德蒙顿骄傲节
埃德蒙顿骄傲节（英語：Edmonton Pride Festival）是在加拿大阿尔伯塔省埃德蒙顿举办的一项同志骄傲游行活动，历史上通常于每年六月举行。
該活動起源於1981年5月31日針對埃德蒙顿警察突襲同志浴室Pisces Spa的抗議運動。

## 歷史

### 起源（1980-1983）
埃德蒙顿的第一次驕傲慶祝活動是1980年在哈里斯營地舉行的小型野餐和篝火晚會，約有75人參加。1981年，在警察突襲Pisces Spa之後，一小群埃德蒙頓顿酷兒以名为“S.S. Pisces”的木筏參加了K-Days比賽。

## 外部連結
- Edmonton Pride Festival （页面存档备份，存于）
- Edmonton Pride （页面存档备份，存于）